# Cultura di Sasso-Fiorano
La cosiddetta cultura di Sasso-Fiorano, risalente alla fase iniziale del neolitico medio è una corrente culturale tipica di diversi siti archeologici.

## Luoghi e reperti
Fra quelle individuate Sasso nella provincia di Roma e di Fiorano Modenese. I prodotti ritrovati di colore tendente al brunastro, sono fra gli altri tazze carenate monoansate, vasi a bocca stretta, orci globosi a quattro anse, tazze e grandi scodelloni. Tipiche le decorazioni come solcature e coppelle. Sono stati ritrovati anche esemplari che mostrano rudimentali dipinti.
Un particolare curioso è quello trovato a Sasso: una trapanazione del cranio effettuata con uno strumento sconosciuto.